# All-Ireland Senior Hurling Championship 1918
L'All-Ireland Senior Football Championship 1918 fu l'edizione numero 32 del principale torneo di hurling irlandese. Limerick batté Wexford in finale, ottenendo il secondo titolo della sua storia.

## Formato
Si tennero solo i campionati provinciali di Leinster e Munster, i cui vincitori si sarebbero incontrati nella finalissima All-Ireland.

## Torneo
Leinster Senior Hurling Championship
| Quarto di finale | Offaly | 3-0 – 2-2 | Laois |  |

| Semifinale | Dublin | 5-5 – 4-4 | Kilkenny |  |

| Semifinale | Wexford | 10-0 – 6-0 | Offaly |  |

| Finale | Wexford | 2-3 – 1-2 | Dublin |  |

Munster Senior Hurling Championship
| Quarto di finale | Tipperary | 7-3 – 6-1 | Cork |  |

| Quarto di finale | Limerick | 2-1 – 1-2 | Waterford |  |

| Semifinale | Clare | 4-4 – 1-3 | Kerry |  |

| Semifinale | Limerick | 5-2 – 5-2 | Tipperary |  |

| Semifinale replay | Limerick | 3-2 – 2-2 | Tipperary |  |

| Finale | Limerick | 11-3 – 1-2 | Clare |  |

All-Ireland Senior Hurling Championship
| Dublino 26 gennaio 1919 Finale | Limerick | 9-5 – 1-3 | Wexford | Croke Park |